# Edward Miszczak
Edward Miszczak (ur. 18 marca 1955 w Jaśle) – polski dziennikarz telewizyjny i radiowy. Jeden z twórców radia RMF FM, dyrektor programowy telewizji TVN, a następnie Polsatu.

## Życiorys
Ukończył technikum elektryczne w Krośnie oraz historię na Uniwersytecie Jagiellońskim w Krakowie.
W czasie studiów pracował w radiu studenckim. Pracę zawodową zaczynał w Radiu Kraków, początkowo w dziale sportowym, prowadząc audycję Czwartek medyczny. Tworzył także reportaże w tym o tematyce katyńskiej i sybirackiej. W 1989 współtworzył ze Stanisławem Tyczyńskim klipy wyborcze dla Komitetu Obywatelskiego. W 1990 znalazł się wśród twórców komercyjnego radia RMF FM. Pełnił tam funkcję dyrektora anteny, a następnie również wiceprezesa zarządu radia. Prowadził także główny program publicystyczno-informacyjny w RMF FM – Radio, Muzyka, Fakty.
W 1997 przeszedł do TVN, w następnym roku został dyrektorem programowym stacji. Prowadził programy Ludzie w drodze, Urzekła mnie twoja historia, Cela nr oraz Cela. Pełnił funkcję wiceprezesa zarządu spółki akcyjnej TVN (2004–2009, 2018–2020). Dołączył również do zarządu spółki TVN Grupa Discovery. Z kierowniczych funkcji w TVN zrezygnował w 2022. W tym samym roku ogłoszono jego powołanie na stanowiska wiceprezesa zarządu i dyrektora programowego Polsatu (od stycznia 2023).
Gościnnie zagrał m.in. postać lekarza w serialu Czas honoru – Powstanie. W 1990 wraz ze Stanisławem Marią Jankowskim opublikował Powrót do Katynia.

## Życie prywatne
Był żonaty z Małgorzatą (zm. w 2019), ma dwóch synów: Szymona i Szczepana. W 2021 zawarł związek małżeński z Anną Cieślak.

## Odznaczenia i wyróżnienia
- 2007: Super Wiktor za całokształt osiągnięć[6]
- 2009: Nagroda „Człowiek Mediów 2009” w konkursie Media Trendy[6]
- 2014: Krzyż Oficerski Orderu Odrodzenia Polski[9]